# The Jackson 5
The Jackson 5 (também chamados de The Jackson Five, Jackson Five, The Jackson 5ive e Jackson 5ive) é um grupo musical estadunidense, formado em Gary, Indiana em 1964, e originalmente consistia nos irmãos Jackie, Tito, Jermaine, Marlon e Michael Jackson. Eles eram empresariados por seu pai Joe Jackson. O grupo estava entre os primeiros artistas afro-americanos a realizar um crossover bem sucedido de público. Ao longo dos anos em que a banda permaneceu ativa, venderam cerca de 100 milhões de gravações. Em 2001, se reuniram novamente para uma comemoração de 30 anos de carreira de Michael. Os quatro irmãos mais velhos embarcaram em uma turnê, nomeada Unity em 2012, e planejaram várias apresentações importantes para 2017.
Em 1980, os irmãos foram homenageados com uma estrela na Calçada da Fama de Hollywood como os Jacksons. Eles foram introduzidos ao Rock and Roll Hall of Fame em 1997. Duas das gravações da banda ("ABC" e "I Want You Back") estão entre as 500 músicas que moldaram o rock and roll de acordo com o Rock and Roll Hall of Fame e, ao lado de "I'll Be There", também foram introduzidas no Hall da Fama do Grammy.

## História
A banda conseguiu logo um grande sucesso com as suas quatro primeiras músicas ("I Want You Back", "ABC", "The Love you Save" e "I'll Be There") e alcançaram o topo das paradas norte-americanas de muitos países do mundo. O Jackson Five fazia grandes performances e encantavam o público em geral, principalmente por serem tão novos, com suas músicas de estilos variados sendo apresentadas de forma brilhante pelo grupo. Foi no grupo que Michael Jackson começou a se destacar como dançarino e cantor. As vendas do grupo em singles e álbuns, incluindo coletâneas, podem chegar a 100 milhões de discos vendidos em todo o mundo.
Joseph organizou Jackie, Tito, Jermaine e dois outros jovens vizinhos, Milford Hite (na bateria) e Reynaud Jones (nos teclados) em um número chamado The Jackson Brothers (Os Irmãos Jackson) em 1964. Em dois anos, Michael e Marlon começaram a tocar atabaque e pandeiro, respectivamente. Em 1966, Michael tornou-se o vocalista principal do grupo. Tinha então oito anos de idade.

### O sucesso na Motown
Com Michael à frente, o grupo começou a excursionar fazendo apresentações e venceu um concurso para amadores no Harlem, em Nova Iorque. Os Jackson assinaram seu primeiro contrato de gravação com a Steeltown, uma gravadora local, em 1967, e tiveram seu primeiro sucesso regional com a canção Big Boy em 1968. Em seguida fizeram o single "We Don't Have to Be Over 21".
Os Jackson 5 foram descobertos por dois grupos musicais da época, Gladys Knight & the Pips e Bobby Taylor & the Vancouvers, que os levaram para a gravadora Motown em 1968. Berry Gordy, chefe da Motown, comprou o contrato da gravadora Steeltown e assinou com os Jackson em março de 1969. Berry Gordy levou os Jackson para a cidade de Los Angeles e os transformou em astros mundiais. Ainda em 1969 os Jackson Five foram apresentados ao grande público por Diana Ross, e foram oficialmente lançados como a próxima grande atração da Motown.
Os primeiros quatro singles do grupo, "I Want You Back" e "ABC", de 1969, e "The Love You Save" e "I'll Be There" de 1970, todos tornaram-se primeiro lugar nas paradas dos Estados Unidos. Outros sucessos incluem "Mama's Pearl" e "Never Can Say Goodbye" de 1971, "Lookin' Through the Windows" de 1972, "Get It Together" de 1973 e "Dancing Machine", de 1974.
Os Jackson 5 gravaram quinze álbuns para a Motown, e Michael, Jermaine e Jackie ainda gravaram álbuns solo como parte da "franquia" Jackson Five. Muitos dos sucessos dos Jackson Five foram produzidos por produtores da Motown – Berry Gordy, Freddie Perren, Alphonzo Mizell, Deke Richards e Hal Davis.

### A saída para a Epic
A banda teve um sucesso muito grande, mas a falta de interesse e liberdade para o grupo fazer suas próprias músicas por parte da Motown fez o grupo, com exceção de Jermaine, sair da gravadora e assinar um contrato com a EPIC. Depois disso o grupo passou a se chamar The Jacksons.
Em 1976 os irmãos Jackson assinaram um novo contrato com a Columbia Records, onde seriam contratados da subsidiária Epic Records. O novo negócio com a CBS rendeu bons lucros e liberdade de criação, coisas que eles não tinham muito na Motown. Ao saber que os Jackson Five haviam assinado um contrato com outra gravadora, a Motown rescindiu o contrato ficando com os direitos sobre o nome e o logotipo do grupo. Além disso, Jermaine, que havia casado com Hazel, filha de Berry Gordy, optou por permanecer na Motown para seguir carreira solo.
Agora como The Jacksons e o irmão mais novo, Randy, no lugar de Jermaine, os irmãos continuaram sua carreira de sucesso, fazendo turnês internacionais e gravando seis álbuns entre 1976 e 1984. Hits desse período incluem "Enjoy Yourself" e "Show You The Way To Go", de 1976, "Blame It on the Boogie" e "Shake Your Body (Down to the Ground)", de 1978 e "Can You Feel It" e "This Place Hotel", de 1980.
O grupo The Jacksons gravaria o álbum "The Jacksons Live", em 1981, e depois fez um intervalo. Jermaine regressou para a gravação e turnê do álbum Victory de 1984. Michael e Mick Jagger participam na música "State of Shock", que foi o maior êxito desse disco.

## Fim da banda
Em 1984, fizeram uma turnê de encerramento da banda, já que Michael Jackson decidiu seguir apenas como artista solo, já que esta estava muito mais bem-sucedida que a carreira em grupo. A turnê Victory Tour, que passou por várias cidades dos Estados Unidos e Canadá, foi a última e mais famosa turnê dos The Jacksons, marcando o fim da banda. Em 1989, cinco anos após seu último álbum, o quarteto restante, Jackie Jackson, Tito Jackson, Jermaine Jackson e Randy Jackson lançou 2300 Jackson Street, que teve um desempenho ruim nas paradas. Depois de uma breve turnê promocional, a banda entrou em hiato e nunca gravou outro clipe ou álbum juntos.

## Anos mais tarde
Em setembro de 2001, quase 17 anos após sua última apresentação juntos, todos os seis irmãos Jackson se reuniram para duas apresentações no Madison Square Garden para um especial de 30 anos comemorando a carreira solo de Michael, que foi ao ar em novembro. No início de 2009, os quatro irmãos mais velhos começaram a filmar um reality show para fazer sua tentativa de reunir a banda, mais tarde estreando em dezembro de 2009 como The Jacksons: A Family Dynasty. Durante o meio do projeto, Michael anunciou que seu retorno ao show em Londres estava programado para 13 de julho de 2009. Michael morreu no dia 25 de junho do mesmo ano, interrompendo os esforços.

## The Jacksons: Unity Tour
Em setembro de 2010, Jermaine Jackson realizou seu próprio concerto de "tributo" para Michael em Las Vegas. Em 2011, Jackie Jackson lançou um single solo para o iTunes, enquanto Jermaine lançou seu primeiro álbum solo em 21 anos, I Wish U Love. Após o lançamento de um álbum solo, Marlon deixou o mundo da música em 1989 e investiu em imóveis. Randy não é ativo na indústria desde que ele se separou do grupo Randy & the Gypsys em 1991.
Em agosto de 2011, parecia haver uma discórdia entre os irmãos em relação a um concerto de tributo dedicado a Michael. Enquanto Jackie, Tito e Marlon estavam presentes ao lado da mãe Katherine e da irmã La Toya para um concerto de homenagem em Cardiff no Millennium Stadium para uma coletiva de imprensa sobre a turnê, alguns dias depois da entrevista coletiva, Randy e Jermaine divulgaram um comunicado denunciando a turnê de tributo como a data em que ocorreu na época do julgamento por homicídio de Conrad Murray em relação à morte de Michael. O show continuou com Jackie, Tito e Marlon se apresentando sem Jermaine. Em abril de 2012, Jackie, Tito, Jermaine e Marlon anunciaram que se reuniriam para vários concertos nos Estados Unidos para sua turnê Unity. Trinta e oito datas foram anunciadas, no entanto, onze shows nos EUA foram cancelados. A turnê começou no Casino Rama em Orillia, Ontário, Canadá, em 20 de junho de 2012. Trinta e duas datas adicionais foram adicionadas e a turnê terminou em 27 de julho de 2013 em Atlantic City, Estados Unidos.

## Discografia
| Lançamentos pela Motown (como Jackson 5) - Diana Ross Presents The Jackson 5 (1969) - ABC (1970) - Third Album (1970) - The Jackson 5 Christmas Album (1970) - Maybe Tomorrow (1971) - Lookin' Through the Windows (1972) - Skywriter (1973) - G.I.T.: Get It Together (1973) - Dancing Machine (1974) - Moving Violation (1975) | Lançamentos pela CBS/Epic (como the Jacksons) - The Jacksons (1976) - Goin' Places (1977) - Destiny (1978) - Triumph (1980) - Victory (1984) - 2300 Jackson Street (1989) |

## Integrantes

### Atuais
- Jackie Jackson – vocais principais, pandeiro, percussão (1965–1989, 2001, 2012–presente)
- Marlon Jackson – vocais, conga, pandeiro, percussão (1965–1985, 2001, 2012–presente)

Músicos de apoio em turnê
- Taryll Jackson – vocais (2023–presente)[11][12]

### Anteriores
- Tito Jackson – vocais, guitarra solo, sintetizador (1965–1989, 2001, 2012–2024; falecido)
- Jermaine Jackson – vocal principal, baixo (1965–1975, 1983–1989, 2001, 2012–2020)
- Michael Jackson – vocais principais, conga, pandeiro, percussão (1965–1984, 2001; falecido em 2009)
- Randy Jackson – piano, percussão, teclados, conga, vocais (1971 (officially 1975)–1989, 2001)